# Eliminacje do Mistrzostw Europy w Piłce Nożnej 2004/Grupa A
W rozgrywkach grupy A udział wzięły następujące drużyny:
- Cypr
- Francja
- Izrael
- Malta
- Słowenia

## Tabele
| Zespół   | Pkt | M | Z | R | P | Br+ | Br− | +/− |
| -------- | --- | - | - | - | - | --- | --- | --- |
| Francja  | 24  | 8 | 8 | 0 | 0 | 29  | 2   | +27 |
| Słowenia | 14  | 8 | 4 | 2 | 2 | 15  | 12  | +3  |
| Izrael   | 9   | 8 | 2 | 3 | 3 | 9   | 11  | -2  |
| Cypr     | 8   | 8 | 2 | 2 | 4 | 9   | 18  | -9  |
| Malta    | 1   | 8 | 0 | 1 | 7 | 5   | 24  | -19 |

|          | Cypr | Francja | Izrael | Malta | Słowenia |
| -------- | ---- | ------- | ------ | ----- | -------- |
| Cypr     | X    | 1:2     | 1:1    | 2:1   | 2:2      |
| Francja  | 5:0  | X       | 3:0    | 6:0   | 5:0      |
| Izrael   | 2:0  | 1:2     | X      | 2:2   | 0:0      |
| Malta    | 1:2  | 0:4     | 0:2    | X     | 1:3      |
| Słowenia | 4:1  | 0:2     | 3:1    | 3:0   | X        |

## Wyniki
| 7 września 2002 | Słowenia · Debono 37' (sam.) · Šiljak 59' · Cimirotič 90' | 3:0(1:0) | Malta | Stadion Bežigrad, Lublana Widzów: 7 tys. Sędzia: Georgios Borovilos |
|                 |                                                           |          |       |                                                                     |

| 7 września 2002 | Cypr · Okas 14' | 1:2(1:1) | Francja · Cissé 39' · Wiltord 51' | Stadion GSP, Nikozja Widzów: 11 898 Sędzia: Herbert Fandel |
|                 |                 |          |                                   |                                                            |

| 12 października 2002 | Malta | 0:2(0:0) | Izrael · Balili 56' · Rewiwo 76' | Ta’ Qali Stadium, Ta’ Qali Widzów: 5 200 Sędzia: Sergei Shebek |
|                      |       |          |                                  |                                                                |

| 12 października 2002 | Francja · Vieira 10' · Marlet 35', 64' · Wiltord 79' · Sidney Govou 86' | 5:0(2:0) | Słowenia | Stade de France, St. Denis Widzów: 77 619 Sędzia: Kim Milton Nielsen |
|                      |                                                                         |          |          |                                                                      |

| 16 października 2002 | Malta | 0:4(0:2) | Francja · Henry 25', 35' · Wiltord 59' · Carrière 84' | Ta’ Qali Stadium, Ta’ Qali Widzów: 10 tys. Sędzia: Alexandru Tudor |
|                      |       |          |                                                       |                                                                    |

| 20 listopada 2002 | Cypr · Rauffmann 50' · Okas 74' | 2:1(0:0) | Malta · Michael Mifsud 90' | Stadion GSP, Nikozja Widzów: 5 tys. Sędzia: Anton Guenov |
|                   |                                 |          |                            |                                                          |

| 29 marca 2003 | Francja · Wiltord 36' · Henry 38', 54' · Zidane 57' (k) · Trezeguet 70' | 6:0(2:0) | Malta | Stade Félix-Bollaert, Lens Widzów: 40 775 Sędzia: Emil Bozinovski |
|               |                                                                         |          |       |                                                                   |

| 29 marca 2003 | Cypr · Rauffmann 61' | 1:1(0:1) | Izrael · Afek 2' | Stadion Tsirion, Limassol Widzów: 9 tys. Sędzia: Thomas McCurry |
|               |                      |          |                  |                                                                 |

| 2 kwietnia 2003 | Słowenia · Šiljak 4', 14' · Zahovič 38' (k) · Čeh 43' | 4:1(4:1) | Cypr · Konstandinu 10' | Stadion Bežigrad, Lublana Widzów: 5 tys. Sędzia: Paulo Manuel Gomes Costa |
|                 |                                                       |          |                        |                                                                           |

| 2 kwietnia 2003 | Izrael · Afek 2' | 1:2(1:2) | Francja · Trezeguet 23' · Zidane 45' | Stadio Renzo Barbera, Palermo Widzów: 2 455 Sędzia: Graham Barber |
|                 |                  |          |                                      |                                                                   |

| 30 kwietnia 2003 | Izrael · Badir 88' · Holcman 90' | 2:0(0:0) | Cypr | Stadio Renzo Barbera, Palermo Widzów: 300 Sędzia: Michal Benes |
|                  |                                  |          |      |                                                                |

| 30 kwietnia 2003 | Malta · Mifsud 90' | 1:3(0:2) | Słowenia · Zahovič 15' · Šiljak 36', 57' | Ta’ Qali Stadium, Ta’ Qali Widzów: 2 500 Sędzia: Attila Hanacsek |
|                  |                    |          |                                          |                                                                  |

| 7 czerwca 2003 | Malta · Dimech 73' | 1:2(0:1) | Cypr · Konstandinu 23' (k) | Ta’ Qali Stadium, Ta’ Qali Widzów: 3 tys. Sędzia: Bernhard Brugger |
|                |                    |          |                            |                                                                    |

| 7 czerwca 2003 | Izrael | 0:0(0:0) | Słowenia | Stadion im. Atatürka, Antalya Widzów: 1 800 Sędzia: Massimo Busacca |
|                |        |          |          |                                                                     |

| 6 września 2003 | Słowenia · Šiljak 35' · Knavs 37' · Čeh 78' | 3:1(2:0) | Izrael · Chajjim Rewiwo 69' | Stadion Bežigrad, Lublana Widzów: 8 tys. Sędzia: Herbert Fandel |
|                 |                                             |          |                             |                                                                 |

| 6 września 2003 | Francja · Trezeguet 7', 81' · Wiltord 20', 41' · Henry 60' | 5:0(3:0) | Cypr | Stade de France, St. Denis Widzów: 45 tys. Sędzia: Leslie Irvine |
|                 |                                                            |          |      |                                                                  |

| 10 września 2003 | Słowenia | 0:2(0:1) | Francja · Trezeguet 9' · Dacourt 71' | Stadion Bežigrad, Lublana Widzów: 9 500 Sędzia: Domenico Messina |
|                  |          |          |                                      |                                                                  |

| 10 września 2003 | Izrael · Rewiwo 16' · Balili 79' | 2:2(1:0) | Malta · Mifsud 51' (k) · Carabott 52' | Stadion im. Atatürka, Antalya Widzów: 1 300 Sędzia: Eric Blareau |
|                  |                                  |          |                                       |                                                                  |

| 11 października 2003 | Francja · Henry 9' · Trezeguet 24' · Boumsong 42' | 3:0(3:0) | Izrael | Stade de France, St. Denis Widzów: 57 009 Sędzia: Cosimo-Giancarlo Bolognino |
|                      |                                                   |          |        |                                                                              |

| 11 października 2003 | Cypr · Georgiou 71' · Jasumi 81' | 2:2(0:2) | Słowenia · Šiljak 11', 41' | Stadion Tsirion, Limassol Widzów: 2 346 Sędzia: Tom Henning Øvrebø |
|                      |                                  |          |                            |                                                                    |

## Strzelcy goli
| 8 goli - Ermin Šiljak | 6 goli - Thierry Henry - David Trezeguet - Sylvain Wiltord | 3 gole - Michalis Konstandinu - Zinédine Zidane - Chajjim Rewiwo - Michael Mifsud | 2 gole - Janis Okas - Rainer Rauffmann - Steve Marlet - Omri Afek - Pini Balili - Nastja Čeh - Zlatko Zahovič | 1 gol - Stavros Georgiou - Jasumis Jasumi - Djibril Cissé - Jean-Alain Boumsong - Olivier Dacourt - Sidney Govou - Patrick Vieira - Walid Badir - Szaj Holcman - Luke Dimech - David Carabott - Sebastjan Cimirotič - Aleksander Knavs | Gole samobójcze - Darren Debono (dla Słowenii) |